# マハラピエ
マハラピエ（Mahalapye） は、ボツワナの都市。
人口41,316人（2012年）。標高1,009m。セントラル地区 (ボツワナ)に属する。首都ハボローネと第2の都市フランシスタウンとを結ぶ道路、鉄道路線上に位置し、ボツワナ鉄道の本部が置かれている。

## 概要
カラハリ砂漠の端に位置し、雨季以外は乾燥した気候である。マハラピエにはバスターミナル、鉄道駅、ホテル、市場、多くの商店やファストフードレストラン、24時間営業のガソリンスタンドなどがある。
マハラピエはほぼ南回帰線上に位置する。

## 交通

### 道路
- 国道A1号線 (ボツワナ)（英語版）